# Tadeusz Krzyżewicz

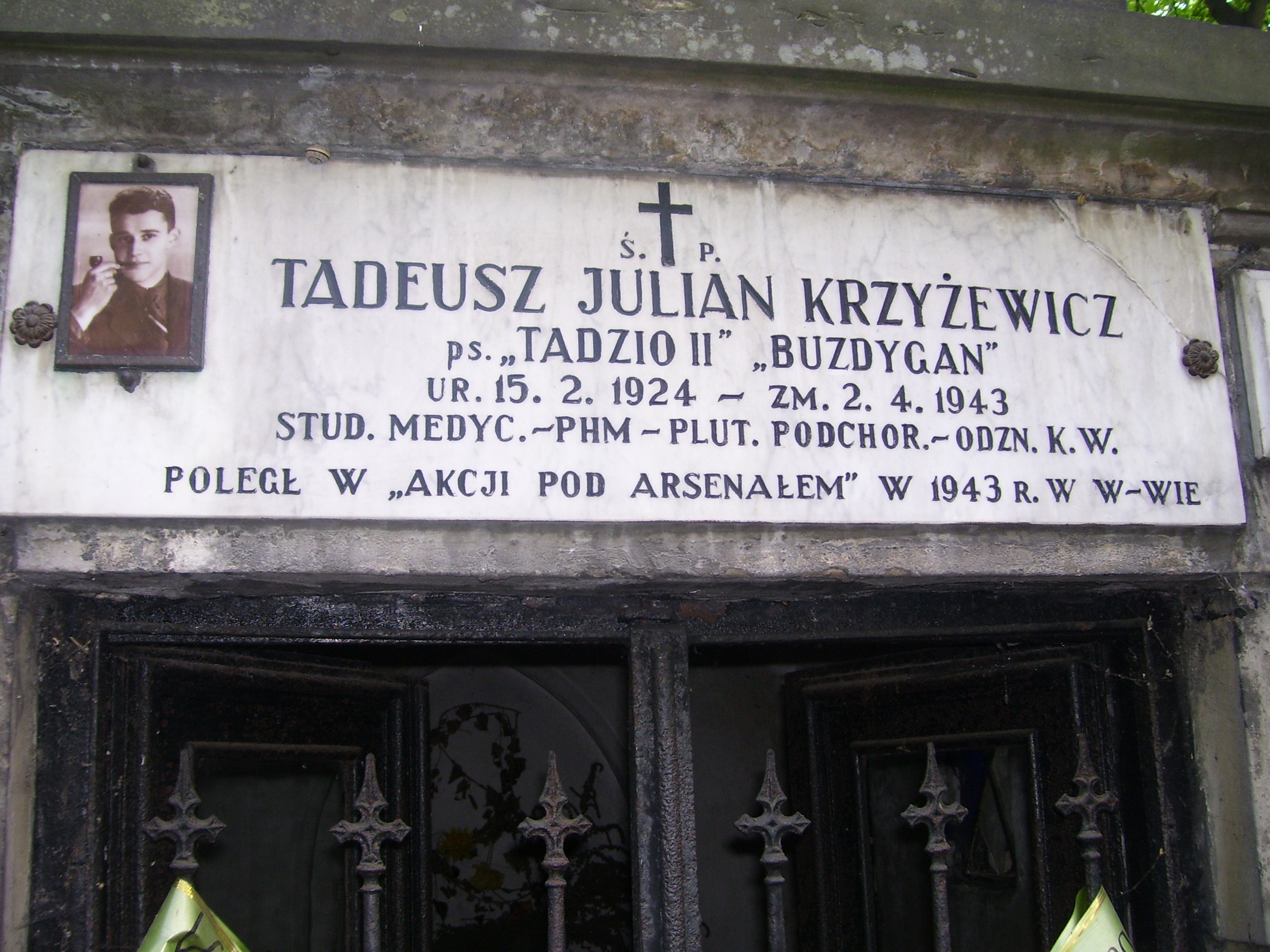
Nagrobek Tadeusza Krzyżewicza

Tadeusz Krzyżewicz ps. Buzdygan, Tadzio II (ur. 15 lutego 1924, zm. 2 kwietnia 1943 w Warszawie) – podharcmistrz, zastępowy drużyny 200 hufca „Centrum” warszawskich Grup Szturmowych, plutonowy podchorąży, żołnierz Armii Krajowej, student tajnej medycyny.

## Życiorys
Brał udział w akcji pod Arsenałem jako członek trzyosobowej sekcji „Sten II” razem z Jerzym Gawinem i Tadeuszem Szajnochem. W czasie akcji Tadeusz Zawadzki ranił granatowego policjanta, który leżąc oddał kilka strzałów w kierunku członków grupy „Atak”. Jeden z nich ciężko ranił „Buzdygana”.
Wraz z odbitym w czasie akcji Janem Bytnarem „Rudym” trafił do punktu sanitarnego znajdującego się przy ul. Ursynowskiej 46, skąd tego samego dnia wieczorem został przewieziony dorożką (według innych źródeł – samochodem) do Szpitala Przemienienia Pańskiego na Pradze, mieszczącego się wówczas w gmachu dawnego Żydowskiego Domu Akademickiego przy ul. Sierakowskiego 7.
Zmarł w szpitalu 2 kwietnia 1943. Został pochowany na warszawskich Powązkach.
3 maja 1943 pośmiertnie odznaczony przez Komendanta Sił Zbrojnych w Kraju Stefana Roweckiego „Grota” Krzyżem Walecznych.